# Mouron-sur-Yonne
Mouron-sur-Yonne ist eine französische Gemeinde mit 88 Einwohnern (Stand: 1. Januar 2022) im Département Nièvre in der Region Bourgogne-Franche-Comté. Sie gehört zum Arrondissement Clamecy und zum Kanton Corbigny. 

## Geographie
Mouron-sur-Yonne liegt etwa 60 Kilometer südsüdöstlich von Auxerre an der Yonne, die die Gemeinde im Westen begrenzt. Umgeben wird Mouron-sur-Yonne von den Nachbargemeinden von Cervon im Norden, Montreuillon im Osten und Südosten, Epiry im Süden sowie Sardy-lès-Épiry im Westen.

## Bevölkerungsentwicklung
| Jahr                       | 1962 | 1968 | 1975 | 1982 | 1990 | 1999 | 2006 | 2011 | 2018 |
| Einwohner                  | 145  | 123  | 134  | 117  | 123  | 136  | 96   | 102  | 97   |
| Quellen: Cassini und INSEE |      |      |      |      |      |      |      |      |      |

## Sehenswürdigkeiten
- Kirche Notre-Dame aus dem 12. Jahrhundert
- Schloss Coulon aus dem 16. Jahrhundert, Monument historique seit 2002/2003

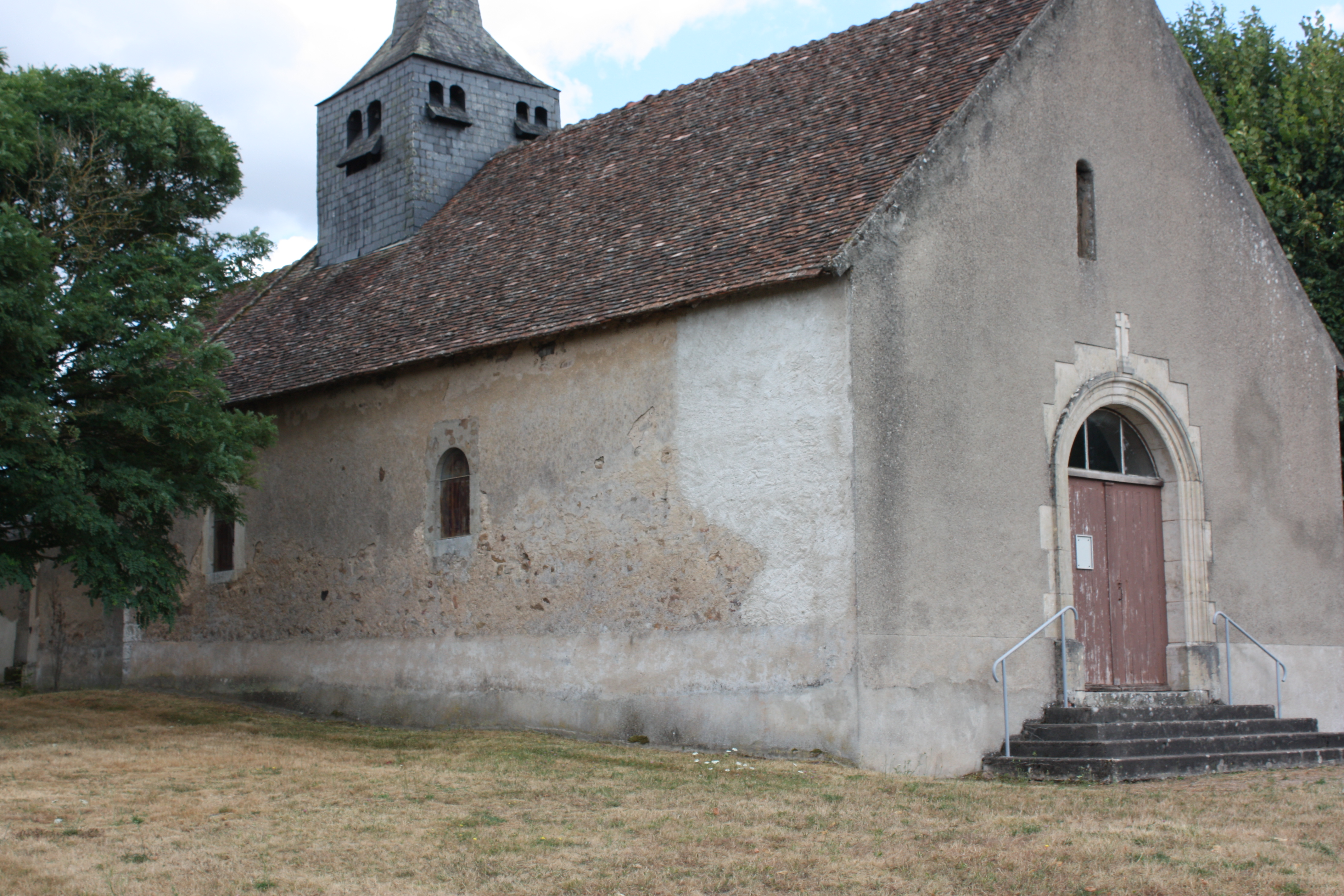
Kirche Notre-Dame

- Schloss Taveneau